# Frataguna
Frataguna (o Fratagune) fue una princesa del imperio aqueménida, hija única de Artanes, que vivió alrededor del siglo V a. C.
Su padre la dio en matrimonio a su hermano, su tío, Darío I. Esto se debió a que Artanes no tenía herederos varones y casar a su hija con su hermano, y ofrecerle todo su patrimonio como dote, permitiría que su fortuna permaneciera en la familia. Esto también tuvo el efecto secundario de asegurar que Frataguna no tuviera rivales que reclamaran el trono. Los relatos contemporáneos sugieren que no se consideraba una relación incestuosa, sino una forma socialmente aceptable de alianza interfamiliar.
Frataguna tuvo con Darío dos hijos, Abrocomes e Hiperantes, ambos murieron en la batalla de las Termópilas, al igual que su padre..